# ツォンガ語
ツォンガ語 (ツォンガご、英語: Tsonga またはXitsonga）は、南部アフリカで話されているバントゥー系言語である。
南アフリカ共和国では165万人が話し、11の公用語の1つである。モザンビークでは150万人が話す（ただしモザンビークの公用語はポルトガル語のみ）。ほか、ジンバブエで10万人、エスワティニで1万9000人が話す。

## 言語名別称
- シャンガーン語
- シャンガナ語
- Shangaan
- Shangana
- Shitsonga
- Thonga
- Tonga
- Xitsonga

## 方言
- Changana (Xichangana)
- Gwamba (Gwapa)
- Hlave
- Jonga (Dzonga)
- Kande
- Luleke (Xiluleke)
- Nhlanganu (Shihlanganu)
- Nkuna
- N’walungu (Shingwalungu)
- Songa
- Xonga (Ssonga)